# Gunung Kawi
Gunung Kawi é um  templo hindu e complexo funerário da ilha do Bali, na Indonésia, no kabupaten (regência) de Gianyar. Construído no século XI, situa-se na cidade de Tampaksiring, em ambas as margens do rio Pakerisan, 14 km a norte de Ubud e 38 km a norte-nordeste de Dempassar, a capital da ilha.
O complexo inclui dez candis (santuários) escavados em escarpas rochosas, formando nichos com cerca de sete metros de altura. Supõe-se que estes monumentos funerários são dedicados ao rei  Anak Wungsu da  dinastia Udayana e às suas esposas favoritas. No lado oriental há cinco templos dedicados, segundo uma teoria, ao rei Udayana Warmadewa, à sua consorte Mahendradatta e aos seus filhos Airlanga, Anak Wungsu e Marakata. Os templos do lado ocidental são dedicados, segundo a mesma teoria, às esposas menos importantes e concubinas de Udayana. No santuário norte do lado oriental há uma inscrição onde se lê «Haji Lumahing Jalu» ("o rei construiu um templo aqui").[carece de fontes?]